# Третяк, Юзеф
Юзеф Третяк (пол. Józef Tretiak, 28 сентября 1841, Волынская губерния — 18 марта 1923, Краков) — польский историк литературы, литературовед, критик, почëтный профессор Ягеллонского университета, действительный член Польской академии знаний, доктор наук.

## Биография
Родился 28 сентября 1841 года[по какому календарю?] в с. Малые Бискупичи, Волынская губерния (ныне в составе г. Нововолынска Волынской области, Украины).
После окончания гимназии в Ровно, изучал филологию в Киевском университете Св. Владимира.
Участник Польского восстания 1863—1864 годов, исполнял функции заместителя комиссара Киевской губернии и начальника[уточнить] Киева. После поражения восстания эмигрировал за границу.
Продолжил обучение в университетах Цюриха и Парижа. После переезда в Галицию в 1867 преподавал польский язык в гимназиях Львова и Кракова. Возглавлял общество литераторов Львова.
После защиты в 1885 году докторской диссертации в Ягеллонском университете на тему «Адам Мицкевич в Вильно и Ковно. Жизнь и поэзия» был оставлен в нём для работы доцентом, а с 1894 года — профессором кафедры истории русской и восточнославянских литератур. Преподавал историю русской и украинской литературы. С 1919 года — почëтный профессор Ягеллонского университета.
С 1900 года — действительный член краковской Академии знаний, с 1920 года — Львовского научного общества.
Умер 18 марта 1923 года в Кракове.

## Научная и творческая деятельность
В творческом наследии Ю. Третяка — многочисленные труды по истории польской литературы эпохи романтизма (многотомные исследования о жизни и творчестве Мицкевича, Ю. Словацкого, Ю. Б. Залеского и др.).
Критические оценки, высказанные им по творчеству Ю. Словацкого («Юлиуш Словацкий. История духа поэта …», тт. 1-2, 1904), вызвали острую полемику в польской периодике и обвинения автора в «унижении великанов». Среди немногих поддержавших его был литературовед Ю. Клейнер.
Много внимания Ю. Третяк уделял изучению взаимного влияния польской, русской и украинской культур («Мицкевич и Пушкин», 1906, «Богдан Залесский …», тт. 1-3, 1911—1914). Подготовил очерк «Древняя русская поэзия» (1918), а также несколько работ исторического плана — «История Хотинской войны 1621 г.» (1889), «Петр Скарга в истории и литературе Брестской унии» (1912) и др.
В своем творчестве сочетал идейно-эстетические подходы с высокими требованиями к личности художника.
Кроме того, сам Ю. Третяк был литератором. Опубликовал лирическую поэму о языческих временах (1870), историческую поэму «Королевская пара» (1871), повесть «Дневник Даниэля» (1873).

## Избранная научная библиография
- Słowo o Chopinie (1877)
- O bajronizmie w poezyi polskiej (1879)
- O dramacie staroindyjskim (1879)
- Kalewala, epopeja fińska (1882)
- Tragiczność w życiu Zygmunta Krasińskiego (1884)
- Poezja pomickiewiczowska (1885)
- Idea Wallenroda (1887)
- Stosunki i pieśni miłosne Mickiewicza w Odessie (1887)
- Szkice literackie (1896—1901, 2 тома)
- Kto jest Mickiewicz (1898)
- Młodość Mickiewicza 1798—1824 (1898, 2 тома)
- Obrazy nieba i ziemi w «Panu Tadeuszu» (1898)
- Mickiewicz i Puszkin (1906)
- Piotr Skarga w dziejach i literaturze Unii Brzeskiej (1912)
- Bohdan Zaleski do upadku powstania listopadowego. Życie i poezja. Karta z dziejów romantyzmu polskiego (1911)
- Bohdan Zaleski na tułactwie. Życie i poezja. Karta z dziejów Emigracji Polskiej (1913—1914, 2 тома)
- Adam Mickiewicz w świetle nowych źródeł 1815—1821 (1917)
- Historja legendy Maciejowickiej i jej rozwiazanie  и др.